# Brachydesmus likanus
Brachydesmus likanus är en mångfotingart som beskrevs av Pius Strasser 1962. Brachydesmus likanus ingår i släktet Brachydesmus och familjen plattdubbelfotingar. Inga underarter finns listade i Catalogue of Life.